# Fuck Off System
Az F.O.System (Fuck Off System, vagy F.O.) egy magyar dark zenekar volt 1986 és 1991 között. Alapítója Mátyás Attila és Jerabek Csaba. Egyetlen demo kazettájuk, egyetlen videóklipjük és egyetlen műsoros kazettájuk jelent meg, ez utóbbi 1996-ban CD-n is. A csapat tagjai a '90-es évek elejétől külön utakon próbálkoztak. A Fekete Lyukas fellépéseken megteremtett legendának köszönhetően a Fuck Off System 2006-ban telt házas koncertet adott a Petőfi Csarnokban és a VOLT Fesztivál nagyszínpadán is anélkül, hogy új zenei vagy videós anyaguk jelent volna az azt megelőző 15 évben. Azóta időnként koncerteznek, ám fellépéseik között néha több év is eltelik. Új dalokat nem írtak és nem is terveznek írni, korábbi felvételeiket azonban korszerűsített hangzással újra kiadták.

## Történet
A magyar dark zene mára már kultikussá vált csapata, mely a Fekete Lyuk és az underground zenei élet meghatározó zenekara volt, 1986-ban alakult. „Szövegeivel, dallamvilágával és egyetlen megjelent lemezével a '80-as évek alternatív irányzatainak egyik kiemelkedő képviselőjévé vált, és maradt mind a mai napig”.
Az első felállásnak – mellyel inkább csak punkzenét és feldolgozásokat játszottak – még Szendrey Zsolt (Sex Action, Zorall) is tagja volt. Az áttörés azonban csak egy évvel később, 1987-ben következett be, amikor már trióban folytatódott az F.O.System története. Megszülettek az első saját dalok, az új hangzás és szövegvilág, megszületett egy műfaj, a dark rock első hazai képviselője. Ettől kezdve egyre nőtt a zenekar tábora, telt házas klubkoncerteket tartottak és országos ismertségre tettek szert, noha a csapat szinte sohasem adott interjúkat és nem szerepelt a médiában. De az image, a koncertek hangulata, a transzcendens kisugárzás, és nem utolsósorban a dalok, magukkal ragadták a közönséget. 1988-ra már kinőtték a  Fekete Lyukat, és több nagy fesztivál kiemelt zenekara lehettek. Játszottak a New Model Armyval, a Christian Death-szel és turnéztak az akkori NSZK-ban és Nyugat-Berlinben. Elkészült az első kazetta és később az egyetlen nagylemezük.

„Szóval számunkra is hihetetlen módon pörögtek az események, és ez felőrölte a zenekar erejét… legalábbis az enyémet mindenképpen. Nem bírtam volna tovább "taposómalomként" zenélni a színpadon, ez a zene nem erről szólt. Elértük, amit akkor egy underground zenekar elérhetett, mégis mindannyian úgy éreztük, hogy az F.O.System beteljesítette feladatát. Úgy döntöttünk, hogy az országos turné után abba hagyjuk. 1991-ben a Carrot fesztiválon jelentettük be, hogy vége. Annyira meglepetésszerűen, hogy sokan fel sem fogták, vagy el sem hitték, hogy igaz… de mi tudtuk: ennyi volt.”

– Mátyás Attila

Egy demo kazetta (1989), egy videóklip és egyetlen album (1990) készült az F.O.System dalaiból, az album 1996-ban CD-n is megjelent. 2009 őszén DVD+CD csomagolásban megjelent a tavaszi koncertjük felvétele. 2012-ben dupla CD-n látott napvilágot az összes értékelhető minőségű stúdiófelvételük. Az első CD-n a nagylemezük, míg a második korongon a Day Of The Gloom felvételei kaptak helyet. Mindkét műsor végére további bónuszok kerültek fel. 2016-ban megjelent LP-n a nagylemez. Először 300 db 180 grammos, sorszámozott, fekete vinyl került kiadásra, ami azonban elővételben elfogyott, így további 300 db sorszámozatlan, zöld lemez jelent meg. 2018 őszén a Day Of The Gloom anyaga jelent meg vinylen. A 300 db normál súlyú fekete és a 200 db 180 grammos átlátszó vinylek egyszerre jelentek meg. Mindkettő sorszámozott.

## Visszatérés
Több mint 15 év csendet követően először a PeCsában adtak telt házas koncertet 2006. február 4-én. Ugyanebben az évben a soproni VOLT Fesztivál Nagyszínpadán a The Cult előtt léptek fel.
2008. július 2-án, két év után ismét a soproni fesztiválon adott koncertet a zenekar. 2008 őszén a zenekar egykori tagjai (Mátyás Attila, Jerabek Csaba, Miklós Péter, Zana Zoltán) nyilatkoztak a Filmmúzeum Privát rocktörténet című műsorának, melyet archív videókkal kiegészítve, 40 perces dokumentumfilmben készített és sugárzott az F.O. Systemről a csatorna. 2009 januárjában befejezték és rögzítették a '80-as évek végén elkezdett Utazás című dalt, melyhez videóklipet is készítettek. 2009. február 21-én a budapesti Petőfi Csarnokban lépett fel az F.O.System – a koncert címe "Utolsó üvöltés", mely utalás az egyik dalukra, másrészt arra a tényre, miszerint „a zenekar ezt követően, belátható időn belül, nem tervez újabb fellépést”. Ennek a koncertnek az anyaga jelent meg DVD+CD formátumban még abban az évben.
2012. december 21-én, a maják által az időszámítás végének tartott napon, az F.O.System fellépett a Világvége Fesztiválon a Pecsa Music Hallban, ahol rajtuk kívül a VHK is teljes értékű koncertet adott. 2013. november 15-én az F.O.System is fellépett egy öt dalból álló blokkal Mátyás Attila 50. születésnapi koncertjén az A38 Hajón. A koncertről készült filmet 2014. júniusában vetítette először az m2 televíziós csatorna.
2016 februárjában a Barba Negra Music Clubban léptek fel. Ugyanebben az évben újrahangszerelve rögzítették Oly távol (Túl közel) című dalukat. 2017. február 18-án a zenekar újabb koncertet adott a Barba Negrában. 2018. július 10-én a zenekar a körmendi Alterába Fesztiválon lépett fel, majd november 10-én ismét a Barba Negra következett.

## Diszkográfia
- Day of the Gloom (1989) – demófelvétel
- F.O.System (1990) – stúdióalbum
- Utolsó üvöltés (2009) – koncertfelvétel (DVD+CD)
- F.O.System – Deluxe Remaster Box (2012. október 31.) – dupla CD a stúdióalbummal, korai demókkal és kiadatlan verziókkal

## Tagok
Jelenlegi felállás
- Mátyás Attila – ének, gitár
- Jerabek Csaba – basszusgitár
- Földi Tamás – szintetizátor, gitár
- Geletey György – dob

Korábbi tagok
- Zana Zoltán – dob
- Szendrey Zsolt (Szasza) – dob
- Miklós Péter – dob
- Király Zoltán – dob
- Lakatos György – billentyűs hangszerek

## Külső hivatkozások
- Hivatalos F.O. System weboldal
- Hivatalos F.O. System Facebook oldal
- Dokumentumfilm
- Index Fórum
- Mátyás Attila weboldala Archiválva 2013. május 10-i dátummal a Wayback Machine-ben